# Station Metz-Chambière
Station Metz-Chambière was een spoorwegstation in de Franse gemeente Metz, gelegen aan de spoorlijn Metz-Ville - Zoufftgen. Het station werd als Metz-Abattoirs (Metz-Slachthuis) in 1908 geopend. Later is de naam veranderd en verdween het slachthuis schuin tegenover het station. De oude muren van het slachthuis worden nu gebruikt als de muren van de stalling van het stedelijk vervoersbedrijf.
Sinds 1990 wordt het station niet meer bediend. Daarna zijn de toegangen tot de perrons dichtgemetseld, maar niet afgebroken.